# Modelo de Thomas-Fermi
El modelo de Thomas–Fermi, llamado así en honor de Llewellyn Thomas y Enrico Fermi, es una teoría de la mecánica cuántica para explicar la estructura electrónica de sistemas de muchos cuerpos, desarrollado de forma semiclásica poco tiempo después de la introducción de la ecuación de Schrödinger. Representa una teoría distinta a la de la teoría de la función de onda, ya que fue formulada en términos únicamente de la densidad electrónica y, como tal, es considerada como la precursora de la teoría del funcional de densidad moderna. El modelo de Thomas-Fermi es correcto únicamente en el límite de una carga nuclear infinita. El uso de la  aproximación en sistemas reales da como resultado predicciones cuantitativas pobres, que fallan incluso al reproducir algunas características generales de la densidad, como la estructura de capas en los átomos y las oscilaciones de Friedel en los sólidos. Sin embargo, se le han encontrado aplicaciones modernas en muchos campos a través de la habilidad de extraer analíticamente tendencias cualitativas y con la facilidad con la que puede resolverse el modelo. La expresión de energía cinética de la teoría de Thomas-Fermi se usa también como componente en aproximaciones de densidad más sofisticadas para la energía cinética en la teoría del funcional de densidad libre de orbitales.
Thomas y Fermi, trabajando de forma independiente, utilizaron este modelo estadístico en 1927 para aproximar la distribución de los electrones en el átomo. Aunque los electrones no están distribuidos de manera uniforme en un átomo, se hizo la aproximación de que estaban distribuidos uniformemente en cada elemento pequeño de volumen ΔV (es decir localmente), pero la densidad de electrones n(r) aún puede variar de un elemento de volumen al siguiente.

## Energía

### Energía cinética
Para un elemento de volumen pequeño ΔV, y para el átomo en su estado base, se puede llenar un volumen esférico en el espacio de momentos VF hasta el momento de Fermi pF. Entonces:

{\displaystyle V_{\text{F}}={\frac {4}{3}}\pi p_{\text{F}}^{3}(\mathbf {r} ),}

donde r es un punto en ΔV. El volumen correspondiente en el espacio de fases es

{\displaystyle \Delta V_{\text{fase}}=V_{\text{F}}\ \Delta V={\frac {4}{3}}\pi p_{\text{F}}^{3}(\mathbf {r} )\ \Delta V.}

Los electrones en ΔVfase está distribuidos uniformemente habiendo dos electrones por h3 de este volumen de espacio de fases, donde h es la constante de Planck. Entonces, el número de electrones en ΔVfase es:

{\displaystyle \Delta N_{\text{fase}}={\frac {2}{h^{3}}}\ \Delta V_{\text{fase}}={\frac {8\pi }{3h^{3}}}p_{\text{F}}^{3}(\mathbf {r} )\ \Delta V.}

El número de electrones en ΔV es:

{\displaystyle \Delta N=n(\mathbf {r} )\ \Delta V,}

donde n(r) es la densidad de electrones.
Igualando el número de electrones en ΔV al número en ΔVfase se obtiene,

{\displaystyle n(\mathbf {r} )={\frac {8\pi }{3h^{3}}}p_{\text{F}}^{3}(\mathbf {r} ).}

La fracción de electrones en r que tienen un momento entre p y p + dp es:

{\displaystyle F_{\mathbf {r} }(p)\ dp=\left\{{\begin{array}{ll}\displaystyle {\frac {4\pi p^{2}\ dp}{{\frac {4}{3}}\pi p_{\text{F}}^{3}(\mathbf {r} )}}&p\leq p_{\text{F}}(\mathbf {r} )\\0&{\text{en cualquier otro caso.}}\end{array}}\right.}

Usando la expresión clásica para la energía cinética de un electrón con masa me, la energía cinética por unidad de volumen en r para los electrones del átomo es:

{\displaystyle {\begin{aligned}t(\mathbf {r} )&=\int {\frac {p^{2}}{2m_{e}}}\ n(\mathbf {r} )\ F_{\mathbf {r} }(p)\ dp\\&=n(\mathbf {r} )\int _{0}^{p_{f}(\mathbf {r} )}{\frac {p^{2}}{2m_{e}}}\ \ {\frac {4\pi p^{2}}{{\frac {4}{3}}\pi p_{\text{F}}^{3}(\mathbf {r} )}}\ dp\\&=C_{\text{F}}\ [n(\mathbf {r} )]^{5/3}\end{aligned}}}

donde se ha utilizado una expresión previa que relaciona n(r) con pF(r) y

{\displaystyle C_{\text{F}}={\frac {3h^{2}}{10m_{e}}}\left({\frac {3}{8\pi }}\right)^{\frac {2}{3}}.}

Integrando la energía cinética por unidad de volumen t(r) sobre todo el espacio, se obtiene como resultado la energía cinética total de los electrones,

{\displaystyle T=C_{\text{F}}\int [n(\mathbf {r} )]^{5/3}\ d^{3}r.}

Este resultado muestra que la energía cinética total de los electrones puede expresarse en términos únicamente de la densidad de electrones que varía sobre el espacio n(r), de acuerdo con el modelo de Thomas-Fermi. De esta forma, ellos fueron capaces de calcular la energía de un átomo utilizando esta expresión para la energía cinética, combinada con las expresiones clásicas para las interacciones núcleo-electrón y electrón-electrón (las cuales pueden ser representadas en términos de la densidad de electrones).

### Energías potenciales
La energía potencial de los electrones un átomo, debido a la atracción eléctrica del núcleo cargado positivamente es:

{\displaystyle U_{eN}=\int n(\mathbf {r} )\ V_{N}(\mathbf {r} )\ d^{3}r\,}

donde VN(r) es la energía potencial de un electrón en r, debida al campo eléctrico del núcleo.
Para el caso de un núcleo centrado en r = 0, con carga Ze, donde Z es un entero positivo y e es la carga elemental:

{\displaystyle V_{N}(\mathbf {r} )={\frac {-Ze^{2}}{r}}.}

La  energía potencial de los electrones debida a su mutua repulsión eléctrica es:

{\displaystyle U_{ee}={\frac {1}{2}}\ e^{2}\int {\frac {n(\mathbf {r} )\,n(\mathbf {r} ')}{\left\vert \mathbf {r} -\mathbf {r} '\right\vert }}\ d^{3}r\ d^{3}r'.}

### Energía total
La energía total de los electrones es la suma de sus energías cinética y potencial,

{\displaystyle {\begin{aligned}E&=T\ +\ U_{eN}\ +\ U_{ee}\\&=C_{\text{F}}\int [n(\mathbf {r} )]^{5/3}\ d^{3}r+\int n(\mathbf {r} )\ V_{N}(\mathbf {r} )\ d^{3}r+{\frac {1}{2}}e^{2}\int {\frac {n(\mathbf {r} )\,n(\mathbf {r} ')}{\left\vert \mathbf {r} -\mathbf {r} '\right\vert }}\ d^{3}r\ d^{3}r'\\\end{aligned}}}

## Inexactitudes y mejoras
Aunque este modelo fue un paso importante, la exactitud de la ecuación de Thomas-Fermi es limitada debido a que la expresión resultante para la energía cinética es solamente aproximada. Además, el método no intenta representar el intercambio de energía de un átomo como una conclusión del principio de Pauli. En 1928, Paul Dirac añadió un término para el intercambio de energía. Sin embargo, el modelo de Thomas-Fermi-Dirac siguió siendo impreciso para la mayoría de las aplicaciones. La mayor fuente de error se encontraba en la representación de la energía cinética, además de los errores en el intercambio de energía, y el ignorar por completo la correlación electrónica.
En 1962, Edward Teller demostró que la teoría de Thomas-Fermi no podía describir los enlaces moleculares —la energía de cualquier molécula calculada con este modelo es mayor que la suma de las energías de los átomos que la constituyen—. De manera más general, la energía total de una molécula decrece cuando las longitudes de los enlaces se incrementan uniformemente Esto se puede superar si se mejora la expresión de la energía cinética.
La energía cinética en el modelo de Thomas-Fermi puede mejorarse añadiéndole la corrección de Weizsäcker (1935):

{\displaystyle T_{W}={\frac {1}{8}}{\frac {\hbar ^{2}}{m}}\int {\frac {|\nabla n(\mathbf {r} )|^{2}}{n(\mathbf {r} )}}\,dr.}